# Jordan Hicks
Jordan Hicks (Colorado Springs, Colorado, 27 de junio de 1992) apodado Simba, es un jugador profesional estadounidense de fútbol americano que se desempeña en la posición de linebacker en Minnesota Vikings, equipo de la National Football League (NFL).

## Carrera
Fue seleccionado en la tercera ronda en la Reunión Anual de Selección de Jugadores de la NFL de 2015. Hizo su debut profesional con el equipo Philadelphia Eagles, en el cual jugó cuatro temporadas (2015-2019), después pasó a Arizona Cardinals (2019-2022), luego a Minnesota Vikings, donde lleva jugando dos temporadas.